# Amenofis III
Amenofis III també anomenat Amenhotep III fou un faraó de la dinastia XVIII que governà Egipte aproximadament quaranta anys (ca. 1390-80 i 1350-40 aC), essent el seu regnat pròsper i estable.

## Biografia
Excepte algunes petites accions a Núbia, que dugueren a terme virreis com Merymose, no emprengué campanyes militars. El seu nom de tron fou: Nubmaatre (El senyor de la veritat és Ra).
Era fill de Tuthmosis IV i de la seva esposa principal Mutemuia, filla, possiblement, del rei Artatama I de Mitanni. Quan pujà al tron tenia entre sis i dotze anys però, tot i així, la seva mare no fou regent perquè no era egípcia.
En el seu segon any de regnat, quan tenia entre vuit i catorze anys, va contraure matrimoni amb Tiy, filla de Yuya i de Tuya. El germà de Tiy, Anen, fou canceller del Baix Egipte, segon profeta d'Amon, sacerdot d'Heliòpolis i pare diví, i va acumular un gran poder, malgrat no es pugui assegurar que fos aquesta família la que exercia la regència.
Es casà tres vegades més, amb la princesa Gilukhepa (o Giluhepa) de Mitanni -filla de Shuttarna II- i després amb Taluhepa (neboda de l'anterior). També contragué matrimoni amb dues filles pròpies: Isis o Aset -al regat de l'any trenta- i Sitamon (en època desconeguda); aquesta última portà el títol gran esposa reial al mateix temps que la seva mare.

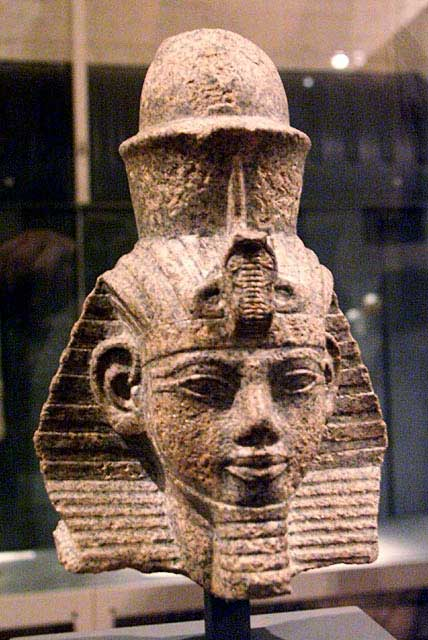
Amenofis III

Existeix documentació sobre cinc filles i dos fills que se li atribueixen: Tuthmosis (primogènit), Amenofis IV, Sitamon -filla gran i esposa-, Henutaneb, Nebetah, Aset -filla i esposa- i Baketaton -filla més jove-. El seu primogènit -Tuthmosis- va ser sacerdot d'Amon i morí en vida del seu pare, deixant obert un camí cap a la successió que seguí Amenofis IV (Akhenaton).

## Campanyes militars
Durant els primers anys, no hi hagué cap activitat cabdal més enllà d'una expedició a Núbia organitzada al cinquè any de regnat i que ultrapassà la cinquena cascada del Nil, de la qual es fa esment en inscripcions a Aswan i Konosso (Núbia), com també en una estela que avui es conserva al Museu Britànic.
Existeix documentació sobre una revolta a Núbia en època indeterminada, però el fet que va ser abatuda pel seu fill fa pensar que el regnat es trobava ja en una etapa avançada. Unes inscripcions fan referència a les baixes, tot indicant que es capturaren 150 homes, 250 dones, 175 nois, 110 arquers, 55 servents i que moriren 312 nubians. Per tal d'evitar revoltes en aquesta zona, s'edificà la fortalesa de Khaemmaat i també un temple a Soleb a prop de l'actual Kerma.

## Construccions més importants
Amenofis III es caracteritzà per ser un faraó amb una gran activitat constructiva. Va construir moltes obres públiques i va iniciar la passió per la mida colossal que va caracteritzar els últims dies de l'imperi. A partir del vint-i-cinquè any de regnat, començà una etapa constructiva finançada amb els beneficis del comerç i les mines d'or de Wadi Hammamat i Núbia. Mantingué contactes diplomàtics amb Faistos, Cnossos, Micenes, Arzawa, Mitanni i Babilònia. Durant el seu regnat es va construir molt, sobretot a Tebes i la seva rodalia: es van ampliar diverses parts del temple de Karnak, el temple de Luxor (dissenyat per l'arquitecte Amenhotep fill d'Hapu), un temple mortuori del qual sols en queden les restes de dues escultures colossals conegudes com els Colossos de Mèmnon que, en realitat, representaven al faraó juntament amb les imatges de la seva mare Mutemuia i la seva dona, la reina Tiy. Aquest gran palau fou destruït per una inundació a la dinastia XIX i els seus materials van ser reutilitzats, tot i que les restes mostren un art sumptuós amb línies naturalistes que anticipen la futura revolució de l'època d'Amarna; el palau de Malqata amb un port no gaire llunyà; un pavelló una mica al sud a Kom al-Samak; i a Sumeno -a uns vint quilòmetres al sud de Tebes- i un temple dedicat a Sobek.
Durant el seu regnat es van realitzar altres construccions, reformes o afegits a Amada (Amon i Ra-Horakhty), a Hebenu i a Hermòpolis. I es coneixen altres projectes a Memfis -temple de Nebmaatra i de Ptah-, a Elefantina, a Elkab, a Bubastis, a Athribis, a Letòpolis i a Heliòpolis.
A Núbia, s'alçaren diverses capelles a Quban, a Wadi es-Sebua, a Sedinga, a Soleb i a l'illa Tabo; i edificis o esteles a Aniba, a Buhen, a Mirgissa, a Kawa i a Djebel Barkal.
Del seu regnat s'han localitzat nombroses escultures i relleus, com les trobades a les tombes TT47 (d'Userhet) i a les TT192 (de Khereuf).
Amenofis III fou deïficat en vida, identificant-se amb la deïtat solar Aton. Es considera que el seu fill en establir el culte d'Aton, indirectament va contribuir a l'adoració del seu pare, malgrat no fos la seva intenció. Morí al 39è any de regnat, quan tenia entre quaranta-cinc i cinquanta anys. És probable que es fes enterrar amb la seva esposa Tiy (KV46) a la Vall dels Reis, en una tomba assenyalada com WV22.
La seva mòmia (en molt mal estat de conservació), es va descobrir a prop de la tomba d'Amenhotep II després que durant la Dinastia XX es va traslladar per a protegir-la de robatoris i actes vandàlics. La revista National Geographic va publicar l'any 2010 un estudi que es corroborava la identitat d'aquesta i altres mòmies gràcies a una anàlisi d'ADN realitzat a la mòmia de Tutankamon. Gràcies a aquest estudi també es va identificar les restes de la Reina Tiy, a Akhenathon, la mare de Tutankamon y l'esposa d'aquest.